# 黑曜岩

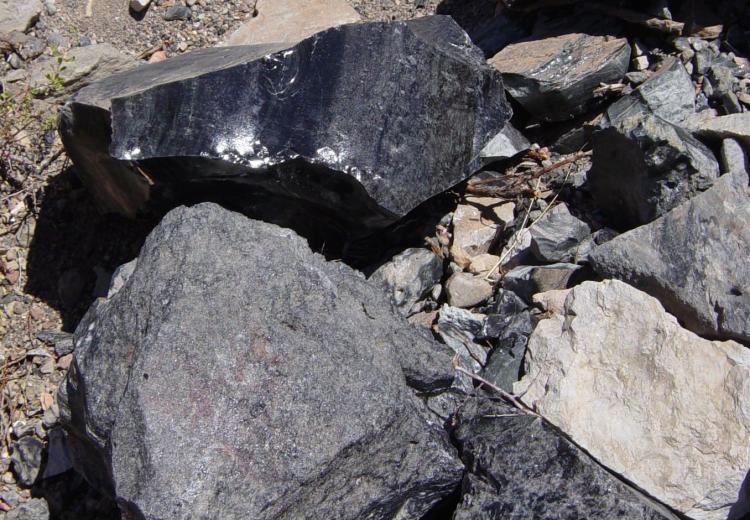
黑曜石矿石

黑曜岩（英語：Obsidian），又名黑曜石、黑耀石、十勝石，是一種天然玻璃。成因是酸性火山熔岩迅速冷卻凝結，沒有足夠的時間讓礦物晶體長出，而形成玻璃質。因為熔岩流外圍冷卻的速度最快，所以黑曜石通常都是在熔岩流外圍發現。被墨西哥作为其“国石”。
主要成分为二氧化硅（SiO2），其质量分数在60%~75%之间，此外还含有Al2O3、FeO、Fe3O4等。硬度：5，比重：2.40（±0.10），折射率：1.490（+0.020，-0.010），含水1-2%，化学組成为SiO2(H2O)。

## 产地
黑曜岩广泛分布在有或曾有火山活动的地区，诸如美国的夏威夷、日本和印度尼西亚。深色结核分布在美国亚利桑那州和新墨西哥州。宝石级黑曜岩的产地主要为北美的黄石国家公园及科罗拉多州、内华达州、加利福尼亚州等地。其他还有冰岛、匈牙利、意大利附近的利帕里群岛、俄罗斯、墨西哥、厄瓜多尔和瓜地马拉。

## 颜色
大部分呈深绿至黑色，也会有红色、灰色、橙色、黄色等。颜色可不均匀，常带有白色或其它杂色的斑块和条带，被称为“雪花黑曜岩”。天然黑曜石在阳光下会有“彩眼”效果。

## 作用

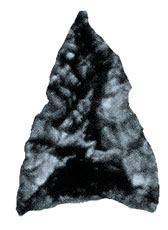
打製黑曜石箭头

黑曜石因具备玻璃的特性，敲碎后断面呈贝壳状断口，十分锋利。远古石器时代曾用作刀、箭头等切削用具，現代人利用黑曜石來製作外科手術用解剖刀的刀片。

## 傳說
在美國亞利桑那州所產的黑曜石称为「阿帕契之淚」，傳說阿帕契部落內的一支隊伍被敵方騎兵追到山上，50人死於第一波開火，剩下的25人選擇跳崖自殺，全軍覆沒，噩耗傳來，家人們痛哭的眼淚落到地上，變成了一顆顆黑色的小石頭，黑曜石因此得名「阿帕契之淚」。

## 圖集

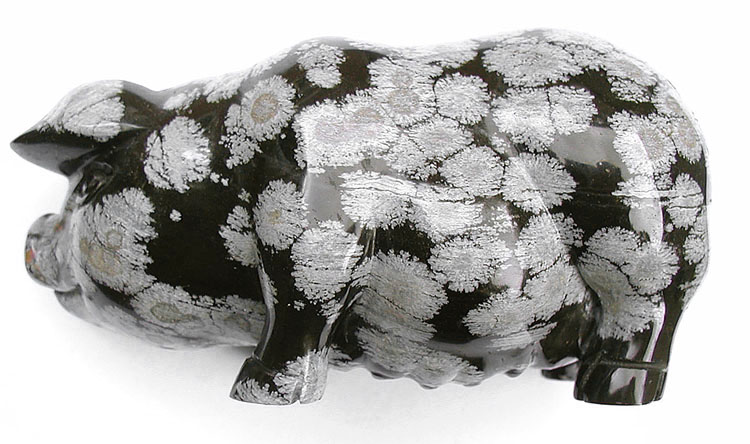
黑曜石工艺品
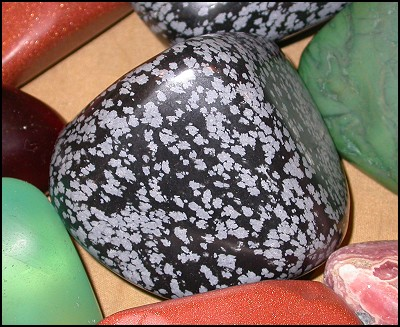
雪花黑曜石（Snowflake Obsidian）
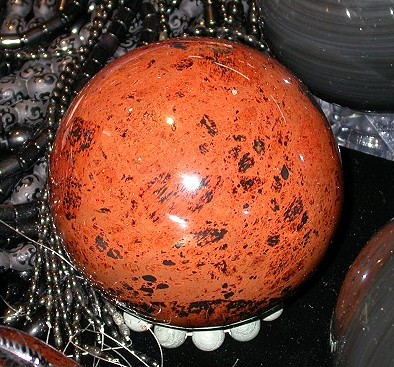
桃花心木黑曜石球
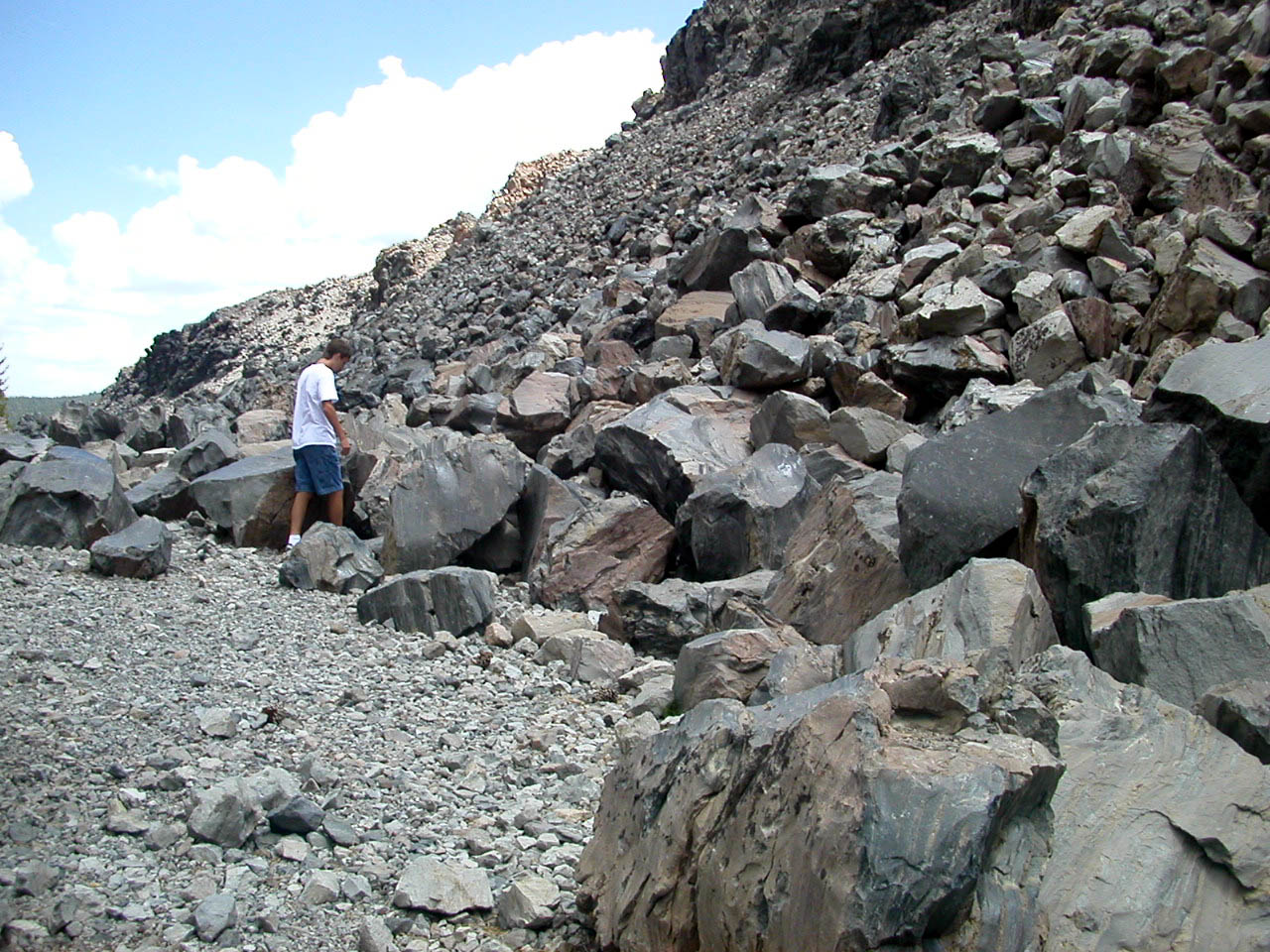
黑曜石